# Église Sant'Aponal
L'église Sant'Aponal  est une église catholique du XVe siècle à Venise, en Italie. Elle est située dans le quartier de San Polo.

## Description

### Situation
L'église Sant'Aponal a sa façade sur le campo homonyme. Elle est séparée du campanile par la Calle del Campanile (a S.Aponal) qui la longe sur son flanc nord-ouest. L'abside donne sur le Rio Terà Sant'Aponal.

### L’extérieur
La façade a été redécorée avec des éléments de marbre gothique initialement situés dans l'église de Sainte-Hélène au cours de la restauration de cette dernière.

### L'intérieur
Il est accessible aujourd’hui par une petite entrée latérale sur la Calle dell'Olio detta Rughetta.

## Photographies

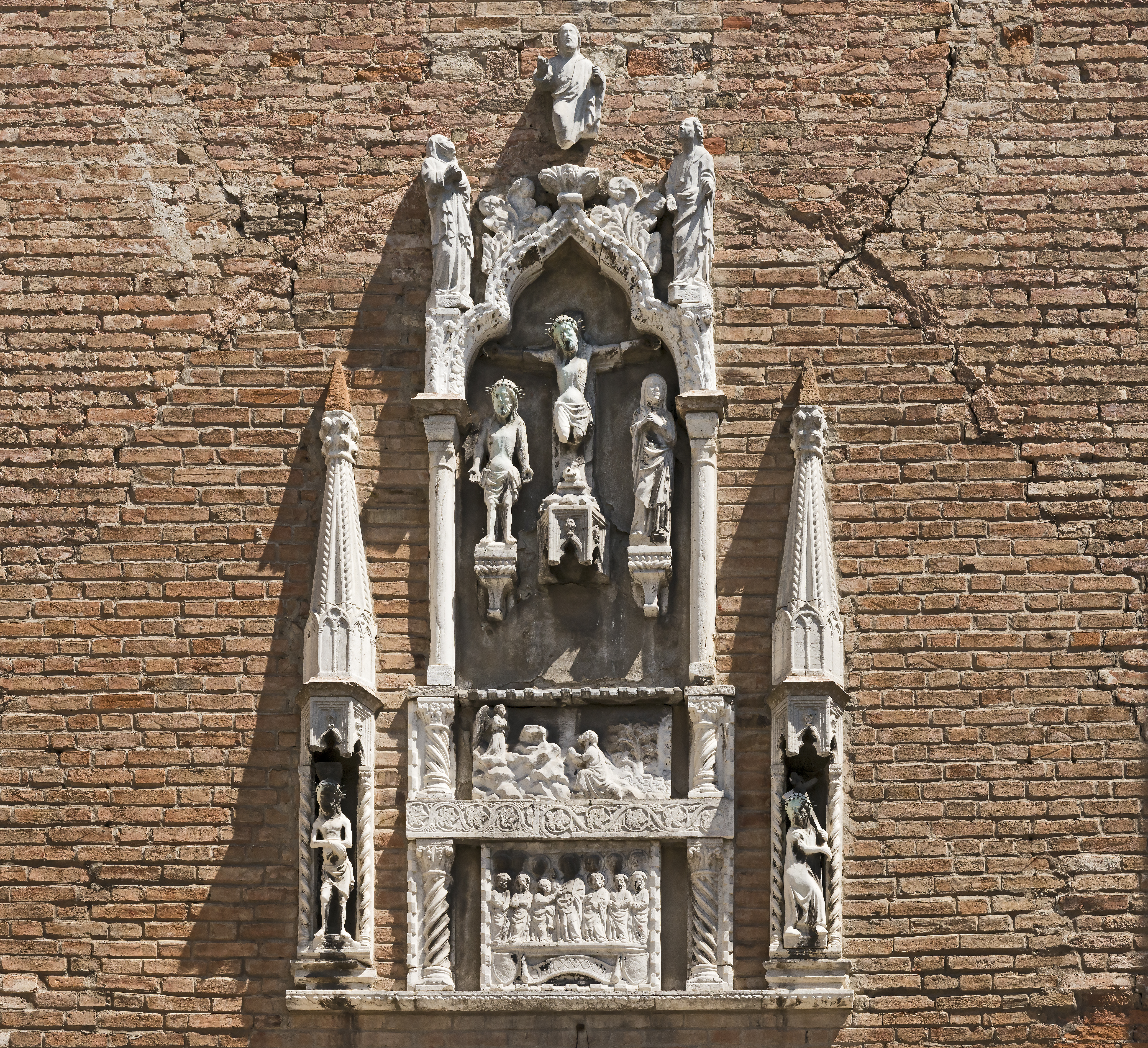
Bas-relief gothique en rajout sur la façade.
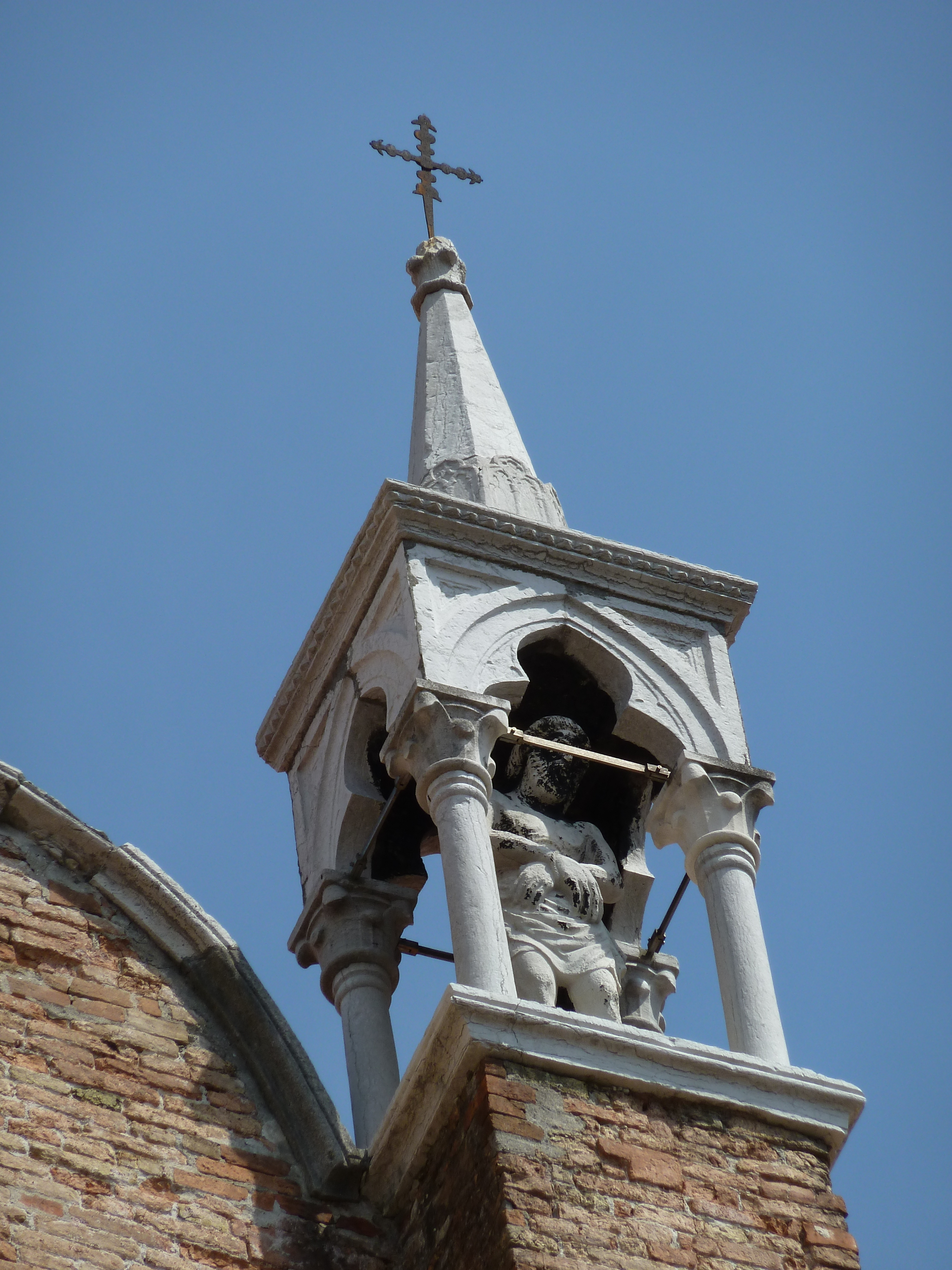